# Почта Грузии
Почта Грузии (груз. საქართველოს ფოსტა, или «Сакартвелос поста») — государственная компания в форме ООО, крупнейший национальный оператор почтовой связи в Грузии с штаб-квартирой в Тбилиси. Член Всемирного почтового союза.

## История

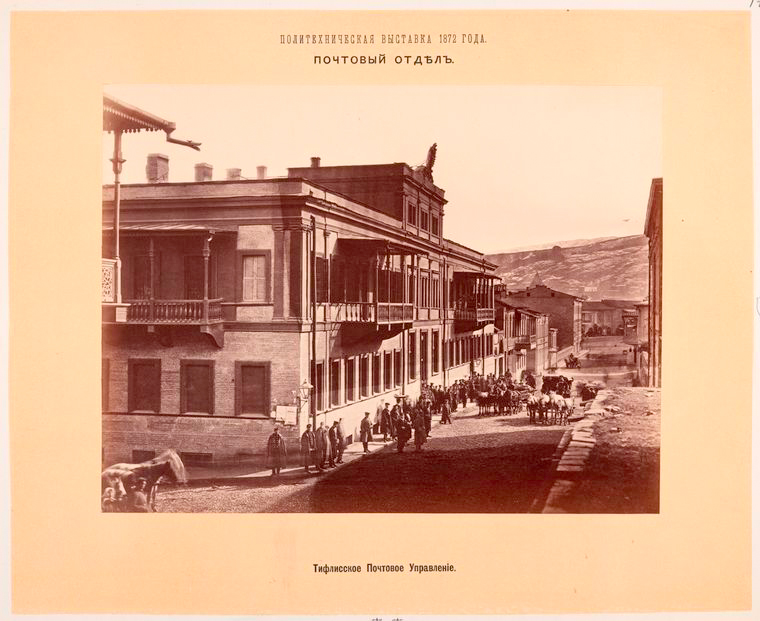
Открытка 1872 года с видом тифлисского почтового управления

Первая почтовая контора была открыта в Тифлисе в 1805 году, до тех пор централизованной службы передачи посылок и сообщений на территории Грузии не существовало. В 1826 году почтовой службе были переданы 120 лошадей. В 1836 году все почтовые отделения были переданы в собственность Почтового департамента Российской империи. В 1840 году в составе имперской почты был образован 12-й округ, включавший области Картли-Имерети и Каспи. В 1857 году управляющим почтовым округом был назначен Н. С. Коханов, реформировавший почтовую службу в Грузии и Закавказье. В период деятельности Коханова для почты Закавказья в Тифлисе была выпущена первая почтовая марка Российской империи, ныне известная как Тифлисская уника. В 1862 было предпринято строительство одиннадцати новых почтовых отделений между Тифлисом и Владикавказом. В 1870 общее число лошадей в почтовых отделениях Тифлиса, Мцхеты, Душети, Пасанаури, Владикавказа и других на Военно-грузинской дороге достигло 652, большой вклад в развитие почтового сообщения по Военно-грузинской дороге внёс инженер-строитель Михаил Герсеванов (Гарсеванишвили). В 1913 году на современной территории Грузии действовало 108 почтовых отделений.
После установления Советской власти почта Грузии функционировала как часть единой почты СССР. В современном виде компания «Почта Грузии» была основана в 1991 году после распада СССР и обретения Грузией независимости, и представляла собой правопреемника сети отделений почты СССР на территории Грузии. В 1993 году почта Грузии подала заявку и вступила в члены Всемирного почтового союза.
В рамках реформ предпринималось несколько попыток передать почту Грузии частным инвесторам через механизм приватизации, но по состоянию на 2019 год предприятие продолжало оставаться государственным.

## Описание
Почта Грузии имеет свои отделения во всех краях и районах Грузии, управляемых центральной властью республики, является членом Всемирного почтового союза. Компания предоставляет следующие услуги:
- пересылку почтовой корреспонденции;
- пересылку посылок;
- пересылку международной экспресс-почтой EMS;
- передача телеграфных сообщений внутри страны;
- приём оплаты за коммунальные услуги;
- приём и выдача денежных переводов внутри Грузии, по странам СНГ, странам Балтии и ряду стран ЕС[1];

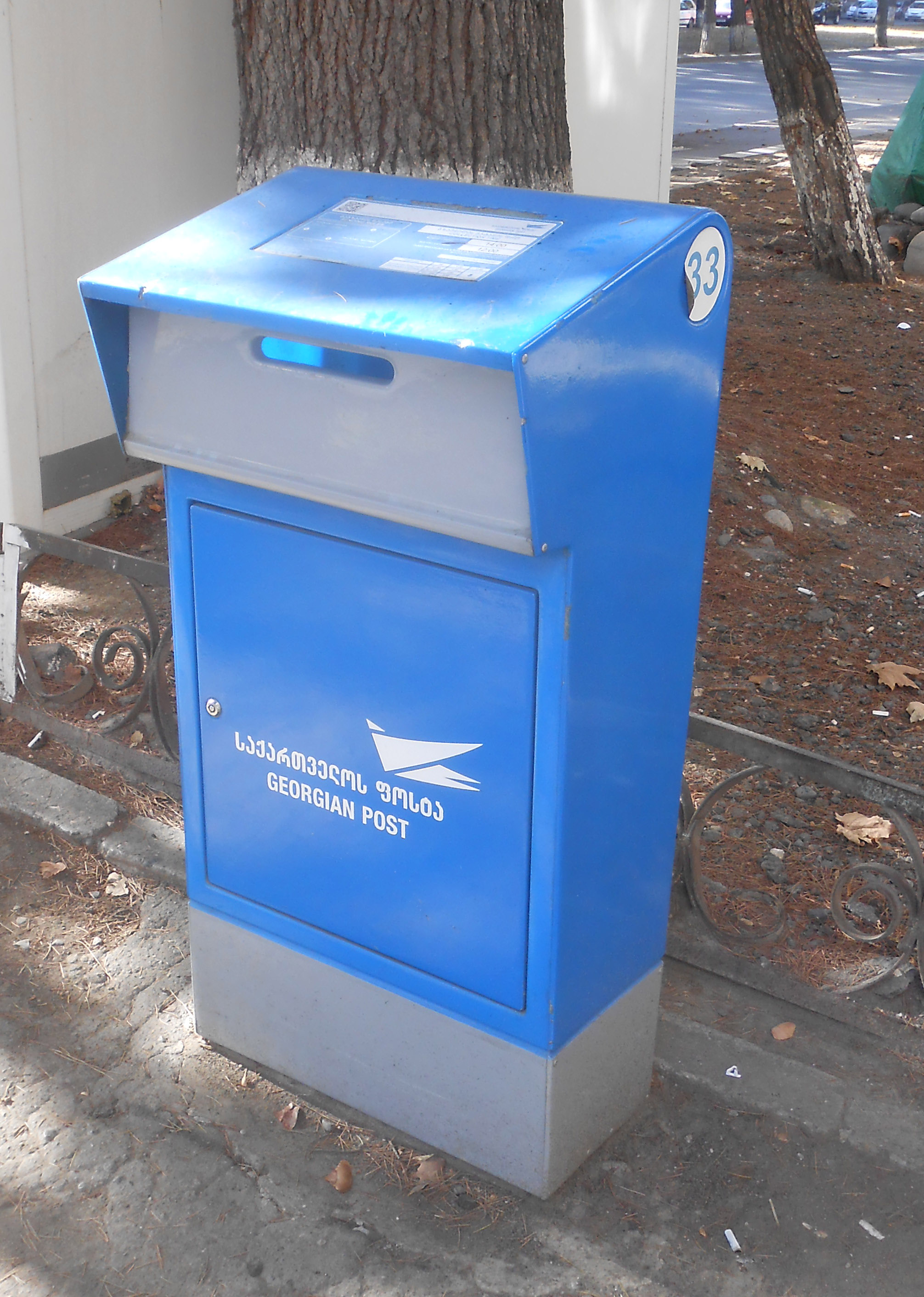
Почтовый ящик почты Грузии
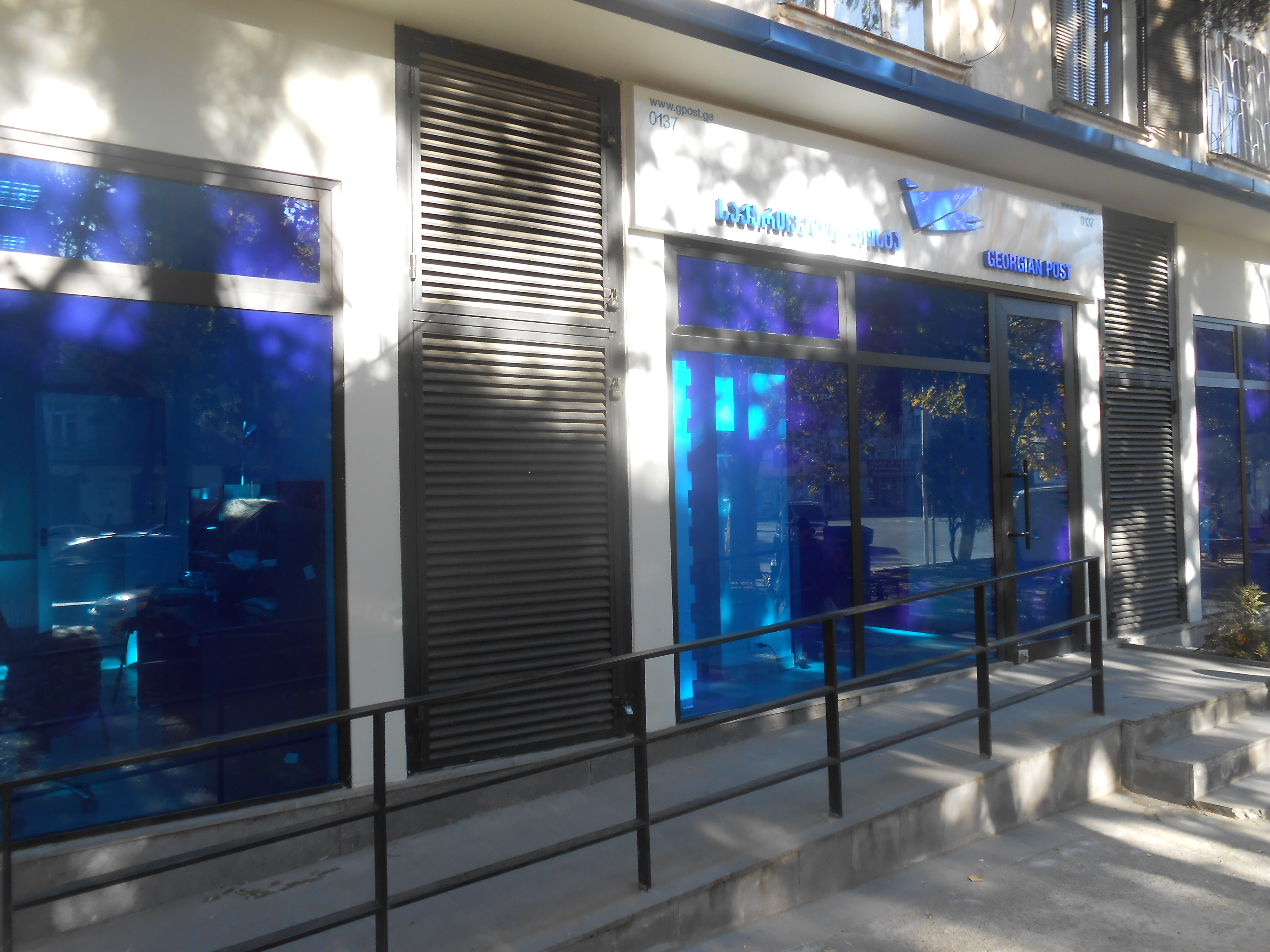
Сервис-центр почты Грузии в Тбилиси
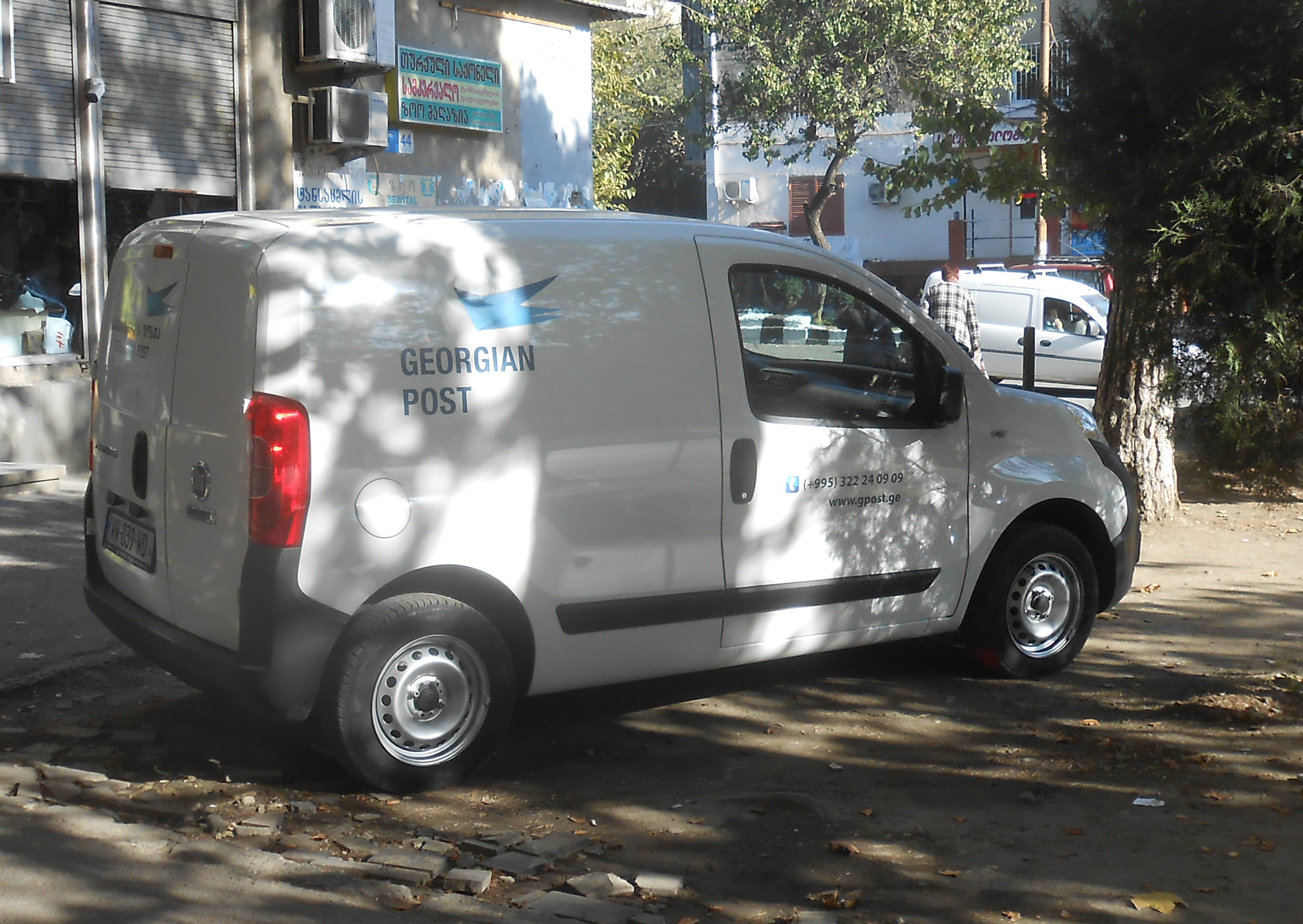
Автомобиль почты Грузии
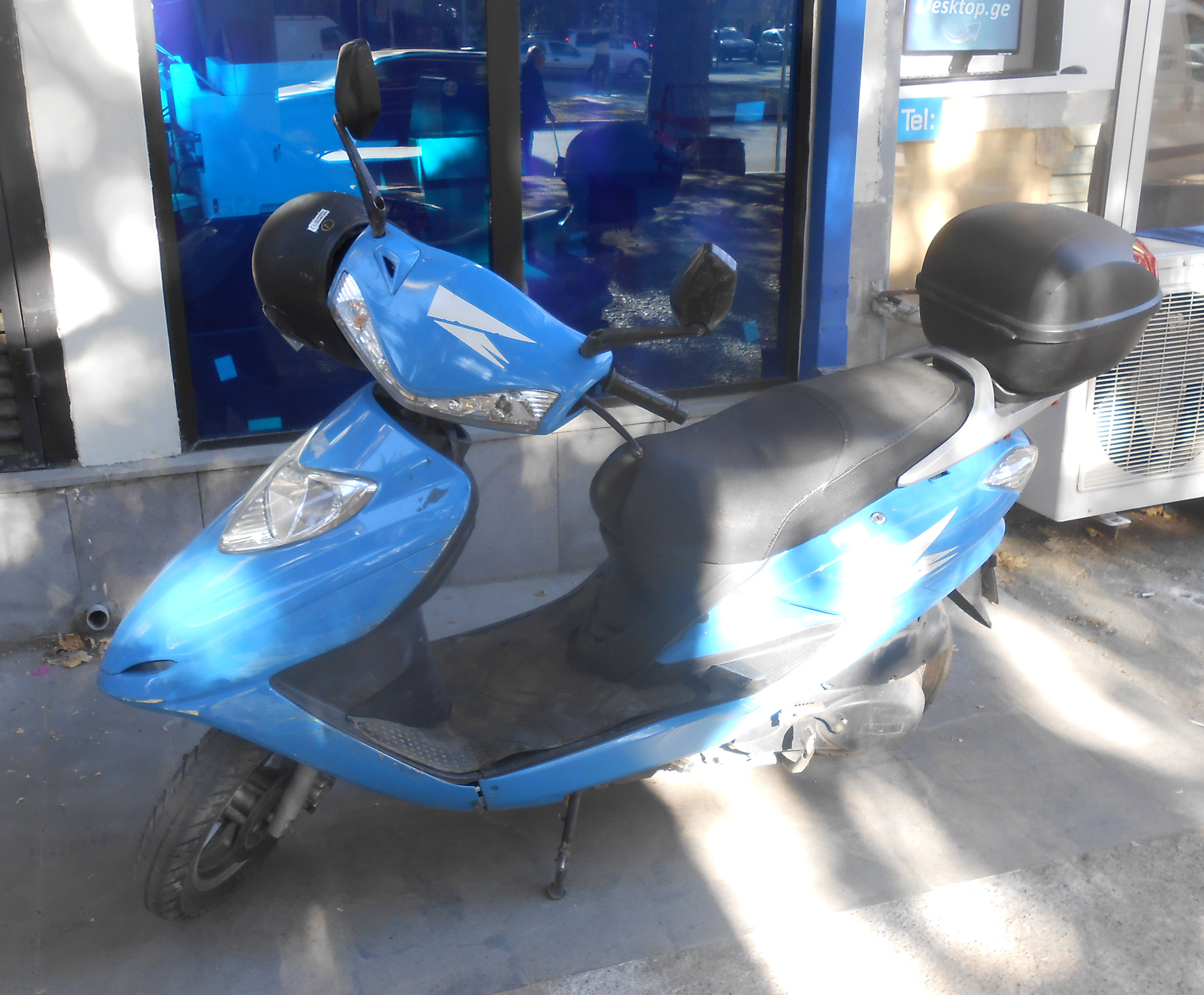
Скутер почты Грузии